# Bujdosó Ágota
Bujdosó Ágota (Budapest, 1943. június 2. – 2025. március 30. vagy korábban) olimpiai és világbajnoki magyar bronzérmes kézilabdázó. Ő volt a Vasas első női válogatott játékosa.

## Pályafutása
1967–1977 között a magyar válogatott kapusaként 158 mérkőzésen lépett pályára, amellyel két világbajnoki (1971, 1975) és egy olimpiai (1976) bronzérmet szerzett. Hétszeres magyar bajnok a Vasassal. 1978-ban vonult vissza a kézilabdázástól.